# Бабельсберг
Бабельсбе́рг (нім. Babelsberg) — найбільший район німецького міста Потсдам. Район отримав назву від невисого пагорба на березі річки Гафель. У ньому розташовані відомі Палац Бабельсберг і Парк Бабельсберг, що включені до переліку об'єктів Світової спадщини ЮНЕСКО. Відомий також завдяки Кіностудії Бабельсберг, історичному центрові розвитку німецького кінематографу.
Межує з районом Берліна Ванзеє.

## Історія
Поселення на річці Нуте вперше згадується 1373 року в книзі імператора Карла IV Люксембурга.
Згодом згадується під німецькою назвою Ноєндорф і слов'янською Nova Ves (нове село). Під час Тридцятирічної війни було сильно зруйноване.
У середині 18 століття королем Пруссії Фрідріхом ІІ засноване нове село. Його було заселено біженцями-протестантами з Богемії, переважно ткачами, які були послідовниками Чеських братів і були змушені тікати від переслідувань з території Габсбурзької монархії.
Під час промислової революції це поселення розвинулось у центр ткацького виробництва. З 1899 року тут почала діяти компанія «Оренштайн & Коппел», що спеціалізувалась на виробництві залізничного обладнання.
1907 року німецьке і богемське поселення були офіційно об'єднані в одне з назвою Новавєс (чеськ. Novawes). 1924 року отримало стутус міста.

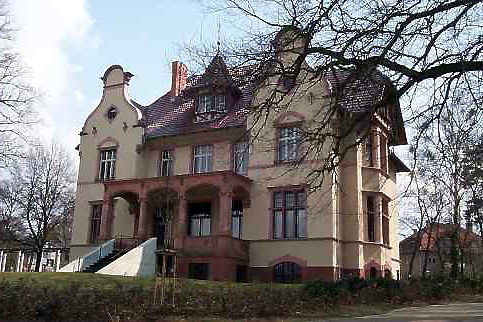
Нойбабельсберг, Вілла Трумена

Близько 1900 року в східній частині Бабельсберзького парку на південному березі озера Грібнітц було побудовано багато особняків, а місцевість отримала назву Нойбабельсберг. Згодом території поблизу придбала німецька кіностудія Universum Film, а ці вілли стали резиденціями багатьох відомих кіноакторів: тут жили і працювали Маріка Рьокк, Сібілла Шмітц, Віллі Фріч та інші.
1938 року Новавєс і Нойбабельсберг були приєднані до Потсдама як міський район Потсдам-Бабельсберг.
1945 року в Нойбабельсбергу проходила Потсдамська конференція за участю лідерів союзників Йосифа Сталіна, Гаррі Трумена та Вінстона Черчілля. У віллі Трумена президентом США було проголошена Потсдамська декларація і відданий наказ про ядерне бомбардування Хіросіми і Наґасакі.

## Палац Бабельсберг

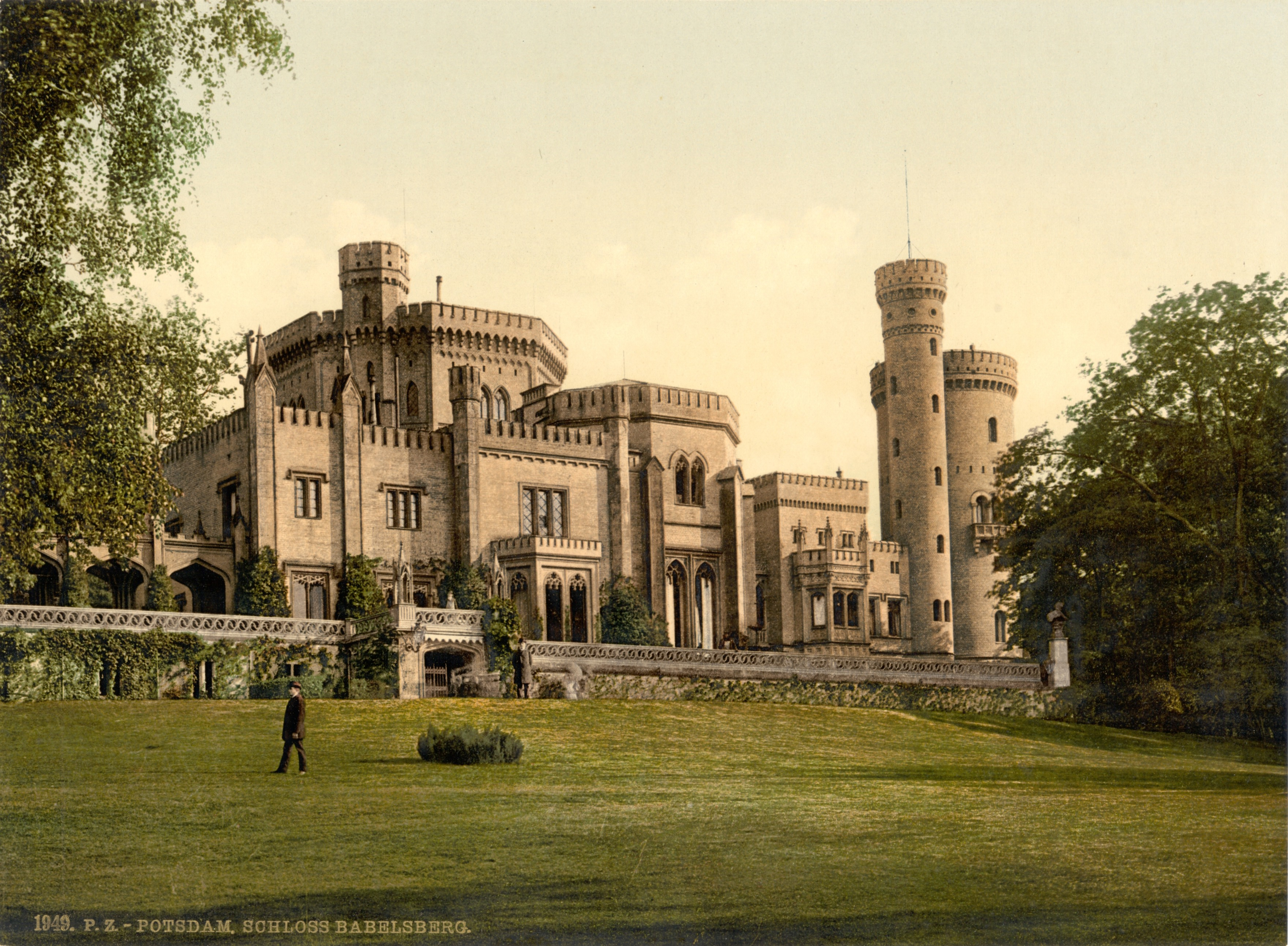
Палац Бабельсберг, 1900 рік

1833 року кронпринц Вільгельм Гогенцоллерн отримав згоду від свого батька короля Фрідріха Вільгельма ІІІ на будівництво для себе та своєї дружини літньої резиденції на схилі Бабельсберзького пагорба. Будівництво палацу розпочиналось за планом, розробленим архітектором Карлом Шинкелем у неоготичному стилі, проте згодом палац на вимогу кронпринца був розширений і добудовувався за планом іншого архітектора — Людвіга Персіуса. Завершений 1849 року.
Бабельсберг залишався резиденцією Вільгельма І і тоді, коли він був королем Пруссії і німецьким імператором. Тут 23 вересня 1862 року після приватної розмови він призначив Отто фон Бісмарка головою уряду Пруссії.

## Сучасність
У Бабельсберзі розміщена Кіностудія Бабельсберг, найстаріша широкоекранна кіностудія у світі. Тут же розміщений один з двох центрів громадської телерадіомовної компанії Rundfunk Berlin-Brandenburg (rbb).

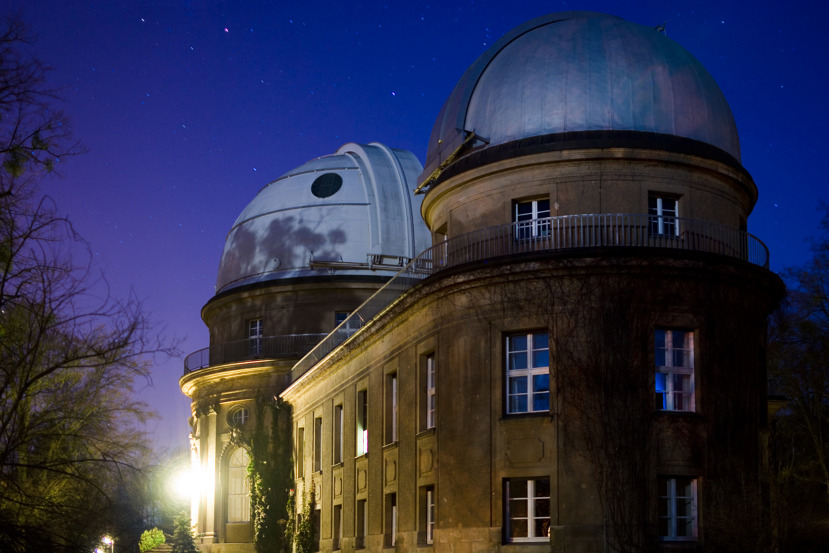
Бабельсберзька обсерваторія

З 1990 року Палац Бабельсберг та парк, що його оточує, є частиною комплексу палаців і парків Берліна і Потсдама — об'єкту, що належить до світової спадщини ЮНЕСКО. Всередині парку розміщений також один з корпусів Потсдамського університету, а також Потсдамський астрофізичний інститут.

## Відомі особистості
У поселенні народився:
- Гайнер Ранк (1931—2014) — німецький письменник.